# Paul Rémond
Paul-Jules-Narcisse Rémond (Salins-les-Bains, 24 settembre 1873 – Nizza, 24 aprile 1963) è stato un arcivescovo cattolico francese.

## Biografia
Paul-Jules-Narcisse Rémond nacque a Salins-les-Bains il 24 settembre 1873 ed era il maggiore di sette figli di una famiglia di avvocati del dipartimento del Giura. Sua madre era parente di Louis Pasteur. Nel 1880 la famiglia si trasferì a Besançon. Essa aveva avuto numerosi ecclesiastici in passato. Il più famoso di essi è André Angar (1759–1792). Per essersi rifiutato di prestare giuramento sulla Costituzione civile del clero fu arrestato e portato nel convento dei carmelitani, dove venne ucciso. Riconosciuto come martire, venne beatificato da papa Pio XI il 17 ottobre 1926 insieme con altri centonovanta compagni, martiri delle cosiddette "stragi di settembre". Due prozii del vescovo furono invece parroci di Salins.
Era il cugino del padre dello storico e politologo René Rémond.

### Formazione e ministero sacerdotale
Nel 1894 conseguì la licenza in lettere presso l'Università di Besançon. Fece poi un corso di studi tedeschi all'Università di Friburgo in Brisgovia. Prestò il servizio militare nella fanteria, che lasciò come tenente della riserva.
Nel 1895 entrò nel Pontificio Seminario Francese a Roma dove nel 1899 ottenne il dottorato in filosofia e nel 1900 quello in teologia.
Il 30 luglio 1899 fu ordinato presbitero a Besançon. Dal 1900 al 1906 fu vicario parrocchiale a Belfort e poi cappellano scolastico del liceo "Victor Hugo" di Besançon. Si distinse per l'essere un brillante predicatore e un intellettuale di successo e pertanto nel 1914 venne nominato canonico del capitolo della cattedrale metropolitana di San Giovanni.
Patriota, democratico e liberale, fece campagna in favore del movimento Le Sillon e poi dell'Associazione cattolica della gioventù francese (ACJF).
Per tutto il periodo della prima guerra mondiale, prestò servizio militare, prima come capitano di fanteria e poi con il grado di maggiore. Il suo coraggio gli valse numerose onorificenze e l'appartenenza alla Legion d'onore.

### Ministero episcopale

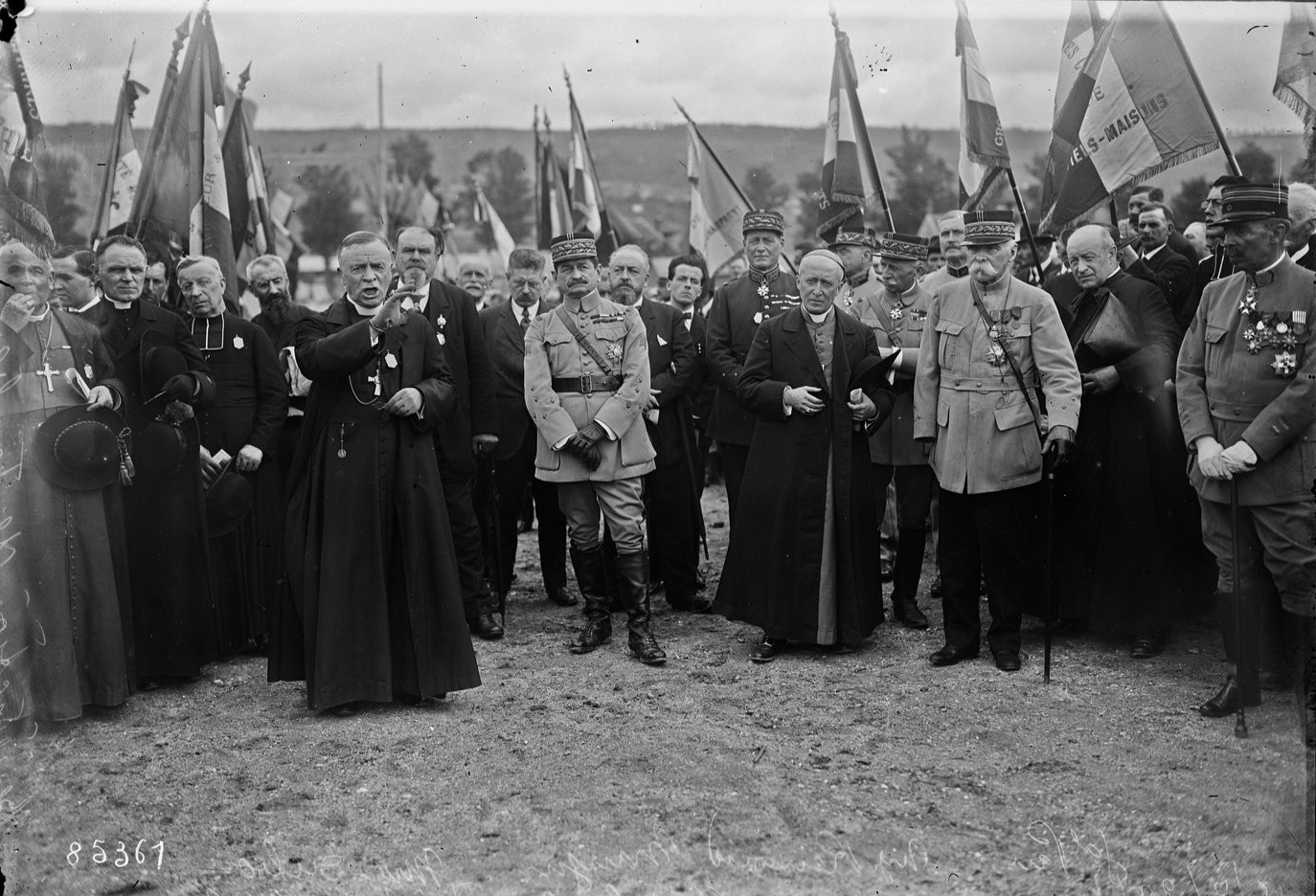
Anniversario della vittoria nella seconda battaglia della Marna: benedizione delle tombe. Monsignor Louis-Ernest Dubois, il generale Charles Mangin, monsignor Paul Rémond e il generale Paul Pau (Dormans, 15 luglio 1923).

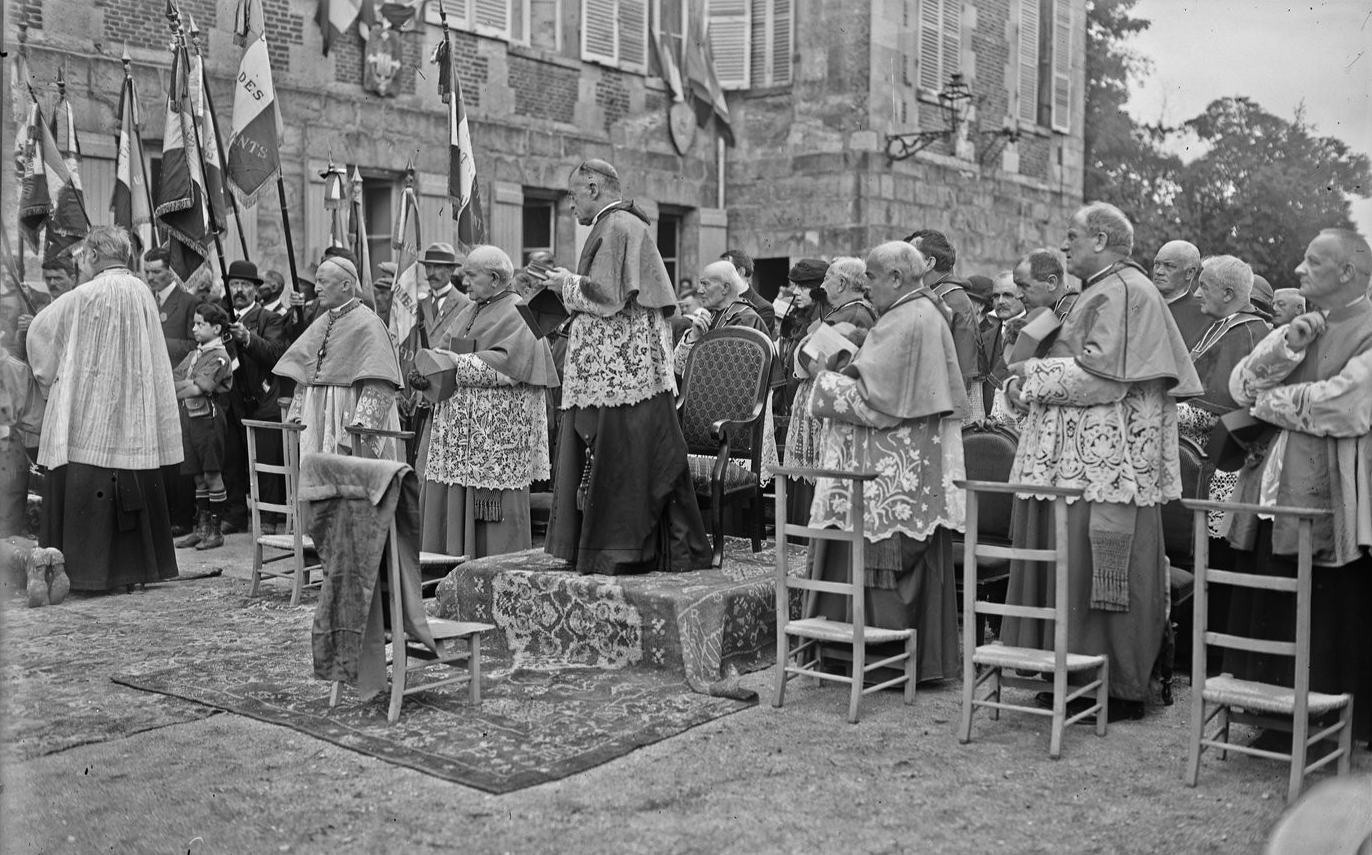
Monsignor Louis-Ernest Dubois e monsignor Paul Rémond (Dormans, 15 luglio 1923).

Il 9 aprile 1921 papa Benedetto XV lo nominò vescovo titolare di Clisma. Ricevette l'ordinazione episcopale il 29 maggio successivo dall'arcivescovo metropolita di Besançon Louis Humbrecht, co-consacranti il vescovo di Gap Gabriel-Roch de Llobet e il vescovo ausiliare di Tours Florent-Michel-Marie-Joseph du Bois de la Villerabel.
Prestò servizio come cappellano generale tra i militari dell'Armée française du Rhin nella Renania occupata. Tale incarico fu uno dei primi frutti del ristabilimento delle relazioni diplomatiche tra Santa Sede e Francia. Aveva sede a Magonza e la sua area di attività si estendeva anche alla regione della Ruhr. Mantenne buoni rapporti con i vescovi di Magonza, Treviri, Limburgo, Colonia e Münster e con il nunzio apostolico Eugenio Pacelli, poi papa Pio XII. Essendo anche responsabile sul Libano e la Siria, vi fece un viaggio nel 1927. Come papa Pio XI, alla fine del 1926 condannò l'estremismo di destra dell'Action française di Charles Maurras che aveva numerosi sostenitori nell'esercito. Egli rimase saldamente dietro il pontefice e pubblicò il libro L'Heure d'obéir (L'ora della obbedienza) in sua difesa nel 1928. Con la fine dell'occupazione francese cessò dal suo ufficio.
Il 20 maggio 1930 papa Pio XI lo nominò vescovo di Nizza. Prese possesso della diocesi l'8 luglio successivo. Per 33 anni svolse un'attività intensa e prevalentemente benefica, sempre in buon accordo con le autorità, in particolare con l'amico sindaco Jean Médecin. Uno dei momenti salienti previsti, il 35º congresso eucaristico internazionale previsto per il settembre del 1940 a Nizza, fu annullato all'ultimo momento a causa della guerra. Poté svolgersi a Barcellona solo nel 1952. Nei discorsi radiofonici del 1939, Rémond definì la Germania nazista "il peccato del mondo" e nel 1940 Hitler e Stalin "due gangster". Soprattutto Hitler gli sembrava posseduto dal diavolo (possédé du demon).
Durante il periodo del regime di Vichy fu ufficialmente fedele, si lasciò invitare dal maresciallo Philippe Pétain nella sua villa di Villeneuve-Loubet, non commentò pubblicamente la persecuzione degli ebrei e nel 1941 espulse dalla diocesi il domenicano gollista Raymond Léopold Bruckberger (1907-1998). L'ultimo inchino pubblico al regime è datato al 22 settembre 1942. Dall'occupazione di Nizza da parte degli italiani dal novembre del 1942 e dei tedeschi dal settembre 1943, sostenne attivamente il cerchio sorto intorno a Moussa Abadi (1907-1997) e Odette Rosenstock (1914-1999), e con il suo aiuto furono salvati 500 bambini ebrei.
Intervenne personalmente rilasciando, ad esempio, falsi certificati di battesimo, e contribuì alla creazione della "rete Marcel", che salvò diverse centinaia di bambini. Nizza e la sua regione, grazie all'azione dei combattenti della resistenza, furono un luogo di rifugio per molti ebrei francesi grazie anche al tacito accordo delle autorità militari italiane. La valle della Vesubia funse quindi da luogo di passaggio e accoglienza. La vicinanza con la città italiana di Ventimiglia facilitò i viaggi e fornì agli ebrei lo status di persone protette concesso dal comando delle forze militari italiane di occupazione guidate dal generale Mario Vercellino.
Nel novembre del 1943, con il prestigio della sua popolarità, si difese di fronte al sacerdote della resistenza Alfred Daumas (1910-1997) e ottenne la liberazione. Per i collaborazionisti divenne una figura sufficientemente nemica da essere considerato un gollista al momento della liberazione e da essere celebrato trionfalmente dal popolo.
Nel 1991 venne dichiarato giusto tra le nazioni.
Nel 1948, durante il grande sciopero dei minatori del 28 settembre-30 novembre chiese ai cattolici di portare sollievo ai figli di minatori della Provenza.
Papa Pio XII lo nominò assistente al Soglio Pontificio nel 1946 e arcivescovo ad personam nel 1949. Nel 1951 fu promosso al grado di commendatore della Legion d'onore, unico tra i vescovi francesi.
Anche dopo la seconda guerra mondiale, monsignor Rémond si caratterizzò per l'essere repubblicano, patriottico, vicino al popolo e critico di capitalismo, comunismo e socialismo. Il suo tentativo di mantenere il quotidiano cattolico La Liberté fallì nel 1947, dopo due anni di pubblicazione. Inizialmente promosse il movimento dei preti operai ma nel 1951 lo bandì. Nel 1960 incontrò a Nizza il presidente Charles de Gaulle che sosteneva dal 1958 e che lo teneva in grande considerazione.
Morì a Nizza il 24 aprile 1963 all'età di 89 anni. Dopo le esequie fu sepolto nella cattedrale di Santa Reparata della stessa città.
A Nizza, gli è intitolato un boulevard.

## Opere
- Historique du 54e Régiment territorial d'infanterie pendant la guerre 1914–1918, Nancy, Berger-Levrault, 1920.
- Mandement et lettre pastorale de Monseigneur Paul Rémond, évêque de Clisma, aumônier inspecteur de l'armée du Rhin, au clergé et aux fidèles de l'aumônerie militaire pour le saint temps de carême 1922,  Bulletin religieux des catholiques français dans les provinces rhénanes 1.
- Ce qu'il faut répondre aux objections de l'Action française. Conseils d'un évêque à des prêtres, Parigi, 1927.
- L'heure d'obéir. Réponse aux difficultés d'Action française, Parigi, 1928.

## Genealogia episcopale e successione apostolica
La genealogia episcopale è:
- Cardinale Scipione Rebiba
- Cardinale Giulio Antonio Santori
- Cardinale Girolamo Bernerio, O.P.
- Arcivescovo Galeazzo Sanvitale
- Cardinale Ludovico Ludovisi
- Cardinale Luigi Caetani
- Cardinale Ulderico Carpegna
- Cardinale Paluzzo Paluzzi Altieri degli Albertoni
- Papa Benedetto XIII
- Papa Benedetto XIV
- Papa Clemente XIII
- Cardinale Marcantonio Colonna
- Cardinale Giacinto Sigismondo Gerdil, B.
- Cardinale Giulio Maria della Somaglia
- Cardinale Carlo Odescalchi, S.I.
- Cardinale Costantino Patrizi Naro
- Cardinale Lucido Maria Parocchi
- Papa Pio X
- Arcivescovo François-Léon Gauthey
- Arcivescovo Louis Humbrecht
- Arcivescovo Paul-Jules-Narcisse Rémond

La successione apostolica è:
- Vescovo Félix-Marie-Honoré Verdet (1952)